# Список Лейпциг-Джакарта
Список Лейпциг-Джакарта представляет собой список из 100 слов, используемый лингвистами для проверки степени хронологического разделения языков путем сравнения слов, устойчивых к заимствованиям. Список Лейпциг-Джакарта стал доступен в 2009 году.
В 1950-х годах лингвист Моррис Сводеш опубликовал список из 200 слов, называемых списком Сводеша, состоящий из 200 лексических понятий, якобы найденных во всех языках, которые с наименьшей вероятностью были заимствованы из других языков. Позже Сводеш сократил свой список до 100 пунктов. Однако, по словам Мартина Хаспельмата и Ури Тадмора, список Сводеша был основан главным образом на интуиции.
Для решения этой проблемы был создан Проект типологии Loanword с Мировой базой данных Loanword (World Loanword Database, WOLD), опубликованной цифровой библиотекой Макса Планка. Эксперты по 41 языку со всего мира получили единый словарный список и попросили предоставить слова для каждого элемента на том языке, на котором они были экспертом, а также информацию о том, насколько убедительными были доказательства того, что каждое слово было заимствовано. 100 понятий, которые были найдены в большинстве языков и наиболее устойчивы к заимствованиям, составили список Лейпциг-Джакарта. Только 62 пункта в списке Лейпциг-Джакарта и в списке Сводеша из 100 слов перекрываются, следовательно, разница между этими двумя списками составляет 38%. 
25% слов в списке Лейпциг-Джакарта составляют части тела: рот, глаз, нога/ступня, пупок, печень, колено и т. д. В списке фигурируют шесть наименований животных: рыба, птица, собака, вошь, муравей и муха — животные, найденные везде, где живёт человек.
Понятия дом, имя, верёвка и завязывать являются продуктами человеческой культуры, но, вероятно, встречаются во всех современных человеческих обществах. Хаспельмат и Тадмор пришли к выводу, что «веревка — это самый простой из человеческих инструментов, а завязывание — самая основная технология». 

## Список

### По алфавиту
- ant
- arm/hand
- ash
- back
- big
- bird
- to bite
- bitter
- black
- blood
- to blow
- bone
- breast
- to burn (intransitive)
- to carry
- child (reciprocal of parent)
- to come
- to crush/to grind
- to cry/to weep
- to do/to make
- dog
- to drink
- ear
- to eat
- egg
- eye
- to fall
- far
- fire
- fish
- flesh/meat
- fly
- to give
- to go
- good
- hair
- hard
- he/she/it/him/her
- to hear
- heavy
- to hide
- to hit/to beat
- horn
- house
- I/me
- in
- knee
- to know
- to laugh
- leaf
- leg/foot
- liver
- long
- louse
- mouth
- name
- navel
- neck
- new
- night
- nose
- not
- old
- one
- rain
- red
- root
- rope
- to run
- salt
- sand
- to say
- to see
- shade/shadow
- skin/hide
- small
- smoke
- soil
- to stand
- star
- stone/rock
- to suck
- sweet
- tail
- to take
- thick
- thigh
- this
- to tie
- tongue
- tooth
- water
- what?
- who?
- wide
- wind
- wing
- wood
- yesterday
- you (singular)

### Ранжированный
Ниже приведены лексические элементы в списке Лейпциг-Джакарта, которые ранжируются по семантической стабильности, т.е. слова, которые с наименьшей вероятностью будут заменены другими словами по мере развития языка.  
- 1. fire
- 2. nose
- 3. to go
- 4. water
- 5. mouth
- 6. tongue
- 7. blood
- 7. bone
- 9. 2SG pronoun
- 9. root
- 11. to come
- 12. breast
- 13. rain
- 14. 1SG pronoun
- 15. name
- 15. louse
- 17. wing
- 18. flesh/meat
- 19. arm/hand
- 20. fly
- 20. night
- 22. ear
- 23. neck
- 23. far
- 25. to do/make
- 26. house
- 27. stone/rock
- 28. bitter
- 28. to say
- 28. tooth
- 31. hair
- 32. big
- 32. one
- 34. who?
- 34. 3SG pronoun
- 36. to hit/beat
- 37. leg/foot
- 38. horn
- 38. this
- 38. fish
- 41. yesterday
- 42. to drink
- 42. black
- 42. navel
- 45. to stand
- 46. to bite
- 46. back
- 48. wind
- 49. smoke
- 50. what?
- 51. child (kin term)
- 52. egg
- 53. to give
- 53. new
- 53. to burn (intr.)
- 56. not
- 56. good
- 58. to know
- 59. knee
- 59. sand
- 61. to laugh
- 61. to hear
- 63. soil
- 64. leaf
- 64. red
- 66. liver
- 67. to hide
- 67. skin/hide
- 67. to suck
- 70. to carry
- 71. ant
- 71. heavy
- 71. to take
- 74. old
- 75. to eat
- 76. thigh
- 76. thick
- 78. long
- 79. to blow
- 80. wood
- 81. to run
- 81. to fall
- 83. eye
- 84. ash
- 84. tail
- 84. dog
- 87. to cry/weep
- 88. to tie
- 89. to see
- 89. sweet
- 91. rope
- 91. shade/shadow
- 91. bird
- 91. salt
- 91. small
- 96. wide
- 97. star
- 97. in
- 99. hard
- 100. to crush/grind

## Различия со списком Сводеша
Элементы в списке Лейпциг-Джакарта, которых нет в списке Сводеша из 100 слов: 
- ant
- back
- bitter
- to blow
- to carry
- child (kin term)
- to crush/grind
- to cry/weep
- to do/make
- to fall
- far
- fly (noun)
- to go
- hard
- 3SG pronoun
- heavy
- to hide
- house
- in
- to laugh
- navel
- old
- rope
- to run
- salt
- shade/shadow
- to hit/beat
- to suck
- sweet
- to take
- thick
- thigh
- to tie
- wide
- wind
- wing
- wood
- yesterday

Слова списка Сводеша из 100 слов, которых нет в списке Лейпциг-Джакарта: 
- all
- bark
- belly
- cloud
- cold
- die
- dry
- feather
- fingernail
- fly (verb)
- full
- grease
- green
- head
- heart
- hot
- kill
- lie
- man
- many
- moon
- mountain
- path
- person
- round
- seed
- sit
- sleep
- sun
- swim
- that
- tree
- two
- walk
- we
- white
- woman
- yellow

## Внешние ссылки
- Консептикон (списки понятий)